# Chiesa di San Giovanni Battista (Latisana)
La chiesa di San Giovanni Battista, o duomo di Latisana, già pieve abbaziale, è la chiesa principale di Latisana, in provincia ed arcidiocesi di Udine; fa parte della forania della Bassa Friulana.

## Storia
La chiesa di San Giovanni Battista fu eretta probabilmente nell’alto medioevo in stile tardoromanico. All'inizio del Cinquecento fu rimaneggiata in forme gotico-rinascimentali dall’architetto Gaspare di Parma. Nella seconda metà del Settecento fu ristrutturata d nuovo sotto la supervisione dell’architetto lombardo Luca Andrioli, secondo canoni classicheggianti con elementi barocchi. La facciata della chiesa richiama così a tipici modelli settecenteschi, perdendo la facciata cinquecentesca a capanna con un rosone e due monofore policrome. L’interno, a navata unica rettangolare, si articola con sei cappelle, tre per lato, e relativi altari di marmi policromi, presbiterio con altare maggiore marmoreo, abside poligonale, volta a botte con crociere in corrispondenza delle cappelle mediane.

## Campanile
Accanto alla chiesa si erge il campanile, completato nel 1923 su progetto dell’ingegnere Ferdinando Calligaris, in sostituzione di quello ottocentesco distrutto dalle truppe italiane dopo la ritirata da Caporetto. Caratterizzato da pianta quadrata, fusto di mattoni fugati animato da lesene, cella campanaria a trifore, cupola ottagonale culminante con una affusolata lanterna sulla quale è innestata una grande croce di ferro battuto, è alto 51 metri. Contiene 3 campane montate a slancio friulano in Do3 calante, fuse a Padova dalla Fonderia Pontificia Daciano Colbachini e Figli nel 1923.

## Interno

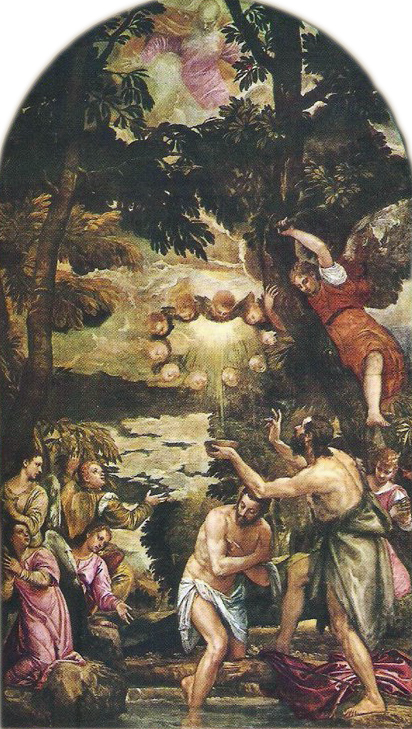
Battesimo di Cristo di Paolo Veronese.

Sul secondo altare a destra è presente la pala che raffigura il Battesimo di Cristo, opera del 1566-1567 di Paolo Veronese.
Altre opere da menzionare sono:
- il Cristo Crocifisso ligneo di Andrea Fosco da Faenza del 1566, posto nel terzo altare a destra;
- la Sacra Famiglia tra i Santi Biagio e Valentino di Giovanni Battista Grassi (allievo del Pordenone) del 1568, collocata sul primo altare a destra;
- la pala della Trasfigurazione del veronese Marco Moro del 1591, sopra l'abside;
- l'organo costruito dal maestro organaro dalmata Pietro Nanchini, del 1759;
- L'altare maggiore in marmo bianco di Carrara, di Giovanni Battista Bettini, del 1779;
- le statue degli apostoli San Pietro e San Paolo, dello scultore padovano Giuseppe Sabbadini del 1789, nell'altare maggiore;
- le 14 formelle bronzee della Via Crucis, dello scultore latisanese Lionello Galasso, del 1968.